# Бакшот (Аризона)
Бакшот (англ. Buckshot) — переписна місцевість (CDP) в США, в окрузі Юма штату Аризона. Населення — 70 осіб (2020).

## Географія
Бакшот розташований за координатами 32°44′25″ пн. ш. 114°28′59″ зх. д. / 32.74028° пн. ш. 114.48306° зх. д. (32.740349, -114.483064).  За даними Бюро перепису населення США в 2010 році переписна місцевість мала площу 0,83 км², з яких 0,78 км² — суходіл та 0,05 км² — водойми.

## Демографія
Згідно з переписом 2010 року, у переписній місцевості мешкали 153 особи в 66 домогосподарствах у складі 51 родини. Густота населення становила 184 особи/км².  Було 75 помешкань (90/км²).
Расовий склад населення:
| - 92,2 % — білих - 3,3 % — корінних американців - 0,7 % — чорних або афроамериканців - 2,0 % — осіб інших рас |

До двох чи більше рас належало 2,0 %. Частка іспаномовних становила 29,4 % від усіх жителів.
За віковим діапазоном населення розподілялося таким чином: 17,6 % — особи молодші 18 років, 34,7 % — особи у віці 18—64 років, 47,7 % — особи у віці 65 років та старші. Медіана віку мешканця становила 63,8 року. На 100 осіб жіночої статі у переписній місцевості припадало 125,0 чоловіків;  на 100 жінок у віці від 18 років та старших — 113,6 чоловіків також старших 18 років.
Цивільне працевлаштоване населення становило 0 осіб. 